# Alangium taiwanianum
Alangium taiwanianum là một loài thực vật có hoa trong họ Cornaceae. Loài này được Masam. miêu tả khoa học đầu tiên năm 1938.